# Orkester za poljube
Orkester za poljube je družbeni roman slovenskega pisatelja Ferija Lainščka. Roman je izšel leta 2013 pri Študentski založbi in obsega dve poglavji. Prvo poglavje se imenuje Urok svete Ane, drugo pa Zvezde zahajajo počasi. Vsebina v poglavjih je ločena s tremi majhnimi zvezdicami. Na koncu romana je tudi spremna beseda, z naslovom O duši, ki išče in duši, ki ve,  ki jo je napisala Ignacija J. Fridl.

## Vsebina
Roman pripoveduje o Terezi Jurša, ki po smrti svojega moža dela kot sestra v Ptujski hiralnici. Dogajanje je postavljeno v leto 1929 med še posebno težko in mrzlo zimo, za katero se je zdelo, da je ne bo nikoli konec. Na Ptuju je bilo v tistem času veliko revnih in lačnih ljudi, mnogim je zmanjkovalo suhljadi za kurjavo. Sredi te mrzle pokrajine je stala mestna hiralnica, ki je kar puhtela od toplote, spremljal pa jo je tudi smrad prekuhanega perila. V vseobsegajočem mrazu je bilo dvorišče hiralnice zaradi toplote, ki je prihajala iz kotlov zelo privlačen kraj, še posebno za najrevnejše in brezdomce. Za kotle je skrbel Kutnjek, ki ni maral, da se premraženi ljudje in reveži potikajo okoli kotlov in je zato na vsakega zagodrnjal in mu pokazal svoje nestrinjanje. Med njegovim samogovorom pa je preteklo toliko časa, da se je vsak lahko vsaj malo pogrel. Tako je bilo tudi tistega večera, ko je Tereza s praznim medicinskim pladnjem hodila med oboki hiralnice in jo je opazil prišlek, ki se je grel ob kotlu. Prišlek je pograbil priložnost in prosil Terezo za hrano, če je je morda kaj odveč ostalo. Tereza je bila dobre duše in se ga je usmilila, ter mu ponudila svoj obrok, ni pa vedela, da jo skozi okno opazuje upravnik hiralnice, ki zaradi splošnega mnenja, da so v hiralnici razsipni s hrano, ni odobraval njene prijaznosti. Upravnik jo je kaznoval tako, da ji je ponudil delo v pralnici, Tereza pa je, ogorčena in jezna zaradi krivice, odšla v mrzlo noč, ne da bi vedela, kod hodi. Nenadoma se je znašla v mrzlem snegu, kjer jo je čez nekaj časa našel upravnik mestne hranilnice Jaroslav Goldinsky, ji pomagal in jo odpeljal domov. Še isti večer je nekdo potrkal na vrata njene sobe in ko jih je Tereza odprla, je zagledala fanta s košaro hrane. Slednji ji je povedal, da ji je košaro poslal neki gospod, ki je vztrajal, da jo Tereza tudi vzame. Naslednji večer se je fant vrnil z novo košaro, Tereza pa se je, zmedena zaradi te prijaznosti, naslednji dan dogovorila za sestanek s skrivnostnim gospodom, za katerega je sumila, da je gospod Goldinsky. Na sestanku mu je želela povedati, naj jo preneha obdarovati, in da ne želi njegove pomoči. Goldinsky pa jo preseneti z večerjo, tudi jezik mu teče kot namazan in jo kljub njenim pomislekom prepriča, da ostane dlje. S tem dejanjem se začne zgodba zapletati, saj se odnos med Terezo in gospodom Goldinskyjim vedno bolj poglablja, česar si Tereza ne želi, vendar pa se temu tudi ne upira. Terezo  skozi ves roman spremlja spomin na njenega pokojnega moža, Pavleka Juršo, flosarja na Dravi, za katerega po obisku moževega prijatelja Čižka vedno bolj sumi, da je bil umorjen. Zgodba se nadaljuje v Muretincah in nato spet na Ptuju, dokler nas ne pripelje do presenetljivega zaključka. 
V romanu so opisane razmere na Ptuju v času deset let po prvi svetovni vojni, dotakne se tedanjih družbenih razmer, usode splavarjev na Dravi in njihovega načina življenja, predvsem pa odnosov med ljudmi v tistem času. Prikazana je tudi ljubezen med Terezo in Juršo, ki kljub njegovi smrti ne umre, saj jo on ponoči obiskuje in nekajkrat ga tudi sliši igrati na harmoniko, ona pa se ga spominja in vseskozi ostaja zvesta spominu nanj. Njuna ljubezen je nekakšen prikaz neuničljive ljubezni, ki kljub vsemu kar Tereza odkriva skozi ves roman ne umre.

## Zbirka
Knjižna zbirka Zapisani v Ptuj je nastala v okviru projekta Evropske prestolnice kulture 2012 na Ptuju. 